# Crnogorska pravoslavna Crkva
Crnogorska pravoslavna Crkva (crnogorska ćirilica: Црногорска православна црква) vjerska je organizacija u Crnoj Gori koja svoje postojanje temelji na samostalnoj pravoslavnoj mitropoliji u Crnoj Gori koja je djelovala tijekom 18. i 19. stoljeća, sve do kraja Prvog svjetskog rata, kada je 1920. godine, zajedno s Beogradskom, Karlovačkom i Bukovinsko-dalmatinskom mitropolijom te Pravoslavnom crkvom u Bosni i Hercegovini, ušla u novoobnovljenu Pećku patrijaršiju pod imenom Srpska pravoslavna crkva. Današnja Crnogorska pravoslavna crkva nije dio niti jedne druge pravoslavne crkve, niti je nastala otcjepljenjem od bilo koje pomjesne autokefalne pravoslavne crkve.
Crnogorska pravoslavna crkva osnovana je 1993. godine na Općem crnogorskom saboru na Cetinju, čemu je prethodilo osnivanje Odbora za obnovu Crnogorske pravoslavne crkve, koji su činili Cetinjani Dušan Gvozdenović, Dragoje Živković, Stevo Vučinić, uz podršku književnika Jevrema Brkovića, oporbenog političara Slavka Perovića i drugih istaknutih crnogorskih intelektualaca tog vremena. Tom prilikom za poglavara Crnogorske pravoslavne crkve izabran je Antonije Abramović, umirovljeni arhimandrit (iguman manastira) Američke pravoslavne crkve u Kanadi. Njemu je na narodnom Sveopćem crnogorskom saboru dodijeljena titula Mitropolita crnogorsko-cetinjskog.
Prema tada važećem Zakonu o pravnom položaju vjerskih zajednica u Crnoj Gori iz 1977. godine, CPC je 1995. godine podnijela zahtjev za registraciju Ministarstvu unutarnjih poslova. Nakon 2 odbijena pokušaja, Upravni je sud 2000. dopustio registraciju.
Poglavar Crnogorske pravoslavne je Arhiepiskop cetinjski i mitropolit crnogorski Mihajlo. Međutim, bivši vikarni episkop (biskup) i vladika nikšićki Crnogorske pravoslavne crkve Boris također tvrdi da je on na čelu Crnogorske pravoslavne crkve kao novi mitropolit crnogorsko-cetinjski, a da je mitropolit Mihajlo umirovljen na novom Opšte crnogorskom saboru na gradskom trgu na Cetinju u rujnu 2023.
Crnogorsku pravoslavnu crkvu ne priznaje nijedna pravoslavna crkva, niti imaju ikakav odnos. Katolička crkva ne zauzima stav o Crnogorskoj pravoslavnoj crkvi.[nedostaje izvor] Ipak, postoje osobni kontakti na razini pojedinih rimokatoličkih biskupa s poglavarima CPC. Crnogorska pravoslavna crkva je upisana u Registar vjerskih organizacija Republike Hrvatske, te Republika Hrvatska priznaje CPC kao vjersku organizaciju.

## Autokefalnost
Svaki pravoslavni narod, ako je kao dominantan na jednom teritoriju stekao državnu neovisnost, po pravilu ima pravo oformiti svoju autokefalnu Crkvu[nedostaje izvor]. Sada postoje Ruska, Rumunjska, Grčka, Bugarska, Ukrajinska (nepriznata), Srpska itd. autokefalna Crkva. Autokefalne Crkve su i ranokršćanske Crkve, poput Jeruzalemske i Antiohijske Crkve, a tu je i Carigradska patrijaršija - prva među jednakim autokefalnim pravoslavnim crkvama.
Na čelu neke autokefalne pravoslavne Crkve je obično patrijarh, a ponegdje arhiepiskop i/ili mitropolit. U Crnoj Gori postoji nekoliko stoljeća tradicija da je na čelu Crkve autokefalni mitropolit.
Praktički ni dotad, ali od toga vremena posebno, nitko nije imao kanonske jurisdikcije da se miješa u crkveni život pravoslavnih Crnogoraca, a svoga duhovnog poglavara Crnogorci su sami birali što je glavni znak raspoznavanja neke autokefalne Crkve.
Crnogorski crkveni poglavari ujedno su bili i političke vođe tadašnje neovisne crnogorske države iz dinastije Petrović Njegoš,vladike: Danilo Petrović Njegoš, Sava Petrović Njegoš i 
Vasilije Petrović Njegoš.
Mitropolit Petar I. Petrović Njegoš (Sveti Petar Cetinjski) i njegov nasljednik Petar II. Petrović Njegoš kao dostojanstvo crnogorskih vladika su nosili bijele kamilavke koje po kanonima mogu ponijeti samo autokefalni pravoslavni poglavari.

## Povijest
Sultan Osmanlijskoga Carstva Mustafa III. je 11. rujna 1766. godine beratom ukinuo srpsku Pećku patrijaršiju (koja kao sjedište Srpske pravoslavne Crkve nikada nije obnovljena; Pećka patrijarhija je sada ženski srpski samostan).
Sultan Samuilo I Hanceris (1764. – 1780.) isplatio je silne novčane dugove Pećke patrijaršije sultanu, pa su teritorije pod njenom jurisdikcijom podređene Carigradskoj patrijaršiji, uključujući i teritorij današnje Republike Srbije.
No, Carigradska patrijaršija, niti bilo koje drugo pravoslavno crkveno središte - srpsko, rusko itd., od 1766. nije imalo nikakve ingerencije ili ovlasti nad poglavarom Crkve u Crnoj Gori.

### Spor s Ruskom crkvom 1803. – 1804.
Sveti Sinod Ruske pravoslavne crkve je Crnogorcima 11. listopada 1803. poslao gramatu u kojoj su pobrojani navodni propusti u vršenju crkvene službe, za šta je odgovornim smatran crnogorski vladika Petar I.
Gramatom ruskih arhijereja Petar I. pozvan je da (citati koji slijede izvorno, na crnogorskom):
te da bi
Petru je gramatom stavljano na znanje da će mu zvanje crkvenoga poglavara biti oduzeto i da će biti pozvan
Praviteljstvo suda crnogorskog i brdskog se 3. srpnja 1804., obratilo pismima Caru Rusije, ruskom Ministarstvu vanjskih poslova i grofu Iveliću.
U njima je najprije istaknuta potpuna neovisnost i samostalnost Crne Gore spram Rusije, kako u crkvenom tako i u državnom pogledu, jer je gašenjem Pećke patrijaršije 1766. godine...
, tj. da
, te da
Rusi nisu uspjeli zbaciti Petra I. s crkvenog i državnog trona.

### Njegoš o Crnogorskoj pravoslavnoj Crkvi
Njegoš je, još u svojoj 19. godini, prvi pomenuo autokefalnu Crkvu u Crnoj Gori pod nazivom Crnogorska pravoslavna Crkva.
U pismu Josifu Rajačiću 2. listopada 1832. Njegoš veli (citat. u orig.):

### Stav Carigradske patrijaršije o crnogorskoj autokefalnosti
Carigradska patrijaršija, kao majka pravoslavne ekumene (ekumenski patrijarh - pravoslavni vrhovni poglavar, najviši dostojanstvenik Pravoslavne Crkve), izričito, službeno, sa stanovišta kanona, priznao je autokefalnost Crnogorske pravoslavne Crkve.
U službenom dokumentu - Katalog autokefalnih pravoslavnih crkava Sintagma koji je, po odobrenju Carigradske patrijaršije, tiskan u Ateni 1855. godine pod rednim brojem 9. navodi se Crnogorska pravoslavna Crkva kao autokefalna.

### Crnogorski Sveti Sinod
Od 1904. godine Crnogorska pravoslavna Crkva imala je Sveti Sinod.
Crnogorska pravoslavna Crkva imala je legislativne akte. U tom pogledu od fundamentalne važnosti je spomenuti:
- Ustav Svetog Sinoda u Knjaževini Crnoj Gori (1903.);
- Ustav pravoslavnih konsistorija u Knjaževini Crnoj Gori (1904.);
- Zakon o parohijskom svještenstvu (1909.).

Status Crnogorske pravoslavne Crkve reguliran je i Ustavom Knjaževine Crne Gore donesenim na Nikoljdan 1905. godine.
U državnom Ustavu Knjaževine Crne Gore 1905. godine bilo je normirano u članku 40. sljedeće (citat. izvorno, na crnogorskom):
- "Državna vjera je u Crnoj Gori istočno pravoslavna. Crnogorska je Crkva autokefalna. Ona ne zavisi ni od koje strane Crkve, ali održava jedinstvo u dogmama s istočno pravoslavnom Vaseljenskom Crkvom. Sve ostale priznate vjeroispovijesti slobodne su u Crnoj Gori".[19]

### Crkva nakon proglašenja knjaževstva 1851.
Nakon Njegoševe smrti 1851. njegov nasljednik postao je knjaz Danilo I. Petrović, čime je crnogorska država postala sekularna.
Sve do 1858. nije bio izabran novi crnogorski mitropolit. Danilo I. tada je na mjesto novoga mitropolita u Cetinju postavio Nikanora Ivanovića (Drniš 1825. - Gorica 1894.).
Nikanor je bio prvi crnogorski mitropolit koji nije bio Crnogorac po rođenju. No, nakon ubojstva Danila I. 1860. u Kotoru (tada u sastavu Austrijskog carstva), mitropolit Nikanor, koji se također u vrijeme atentata nalazio u Kotoru, optužen je za nedovoljnu vjernost. U literaturi se čak spominje i njegovo izravno sudjelovanje u uroti koja je prethodila atentatu na knjaza Danila 1. kolovoza 1860. godine.
Brat Danila I., veliki vojvoda Mirko Petrović Njegoš (otac Nikole I. Petrovića), optužio je Nikanora:
Nikanor se nije vraćao u Crnu Goru.
Od 1860. poglavare Crnogorske pravoslavne Crkve imenovao je knjaz/kralj Nikola I.

### Ustroj Crkve 1878. – 1918.
Nakon pobjeda u ratu protiv Osmanlijskoga carstva 1876. – 1878. i velikog teritorijalnog uvećanja crnogorske države, podijeljena je Crnogorska pravoslavna Crkva na dvije upravne oblasti - eparhije: Arhiepiskopiju cetinjsku, sa sjedištem na Cetinju, te Zahumsko-rašku sa sjedištem u manastiru Ostrog (blizu Danilovgrada). 
Oslobađenjem Peći tijekom Prvog balkanskog rata, kada su i dijelovi Kosova pripojeni Kraljevini Crnoj Gori, oformljena je i treća eparhija- Pećka eparhija.
Na čelu eparhija Crnogorske Crkve 1878. – 1918. su bili:
- Arhiepiskopija cetinjska
- 1876. – 1882. mitropolit Ilarion Roganović;
- 1882. – 1884. mitropolit Visarion Ljubiša;
- 1884. – 1918. mitropolit Mitrofan Ban.
- Zahumsko-raška eparhija
- 1876. – 1882. mitropolit Visarion Ljubiša;
- 1882. – 1884. mitropolit Mitrofan Ban;
- 1884. – 1908. eparhijom administrirao mitropolit Mitrofan;
- 1908. – 1918. episkop Kiril Mitrović.
- Pećka mitropolija
- 1912. – 1918. episkop Gavrilo Dožić.

### Sveti Sinod Crnogorske pravoslavne Crkve 1904. – 1918.
Sveti Sinod Crnogorske Crkve je imao osam članova: predsjedavao mu je mitropolit, a članovi su bili episkop zahumsko-raški, upravitelji cetinjskog i ostroškog manastira, tri svećenika višeg ranga i tajnik Svetoga sinoda.
Uloga Crnogorskog Sv.Sinoda definirana je općom odredbom u članku 1. Ustava Sv.Sinoda (citat kao u izvorniku)
- "Avtokefalna pravoslavna Mitropolija u Knjaževini Crnoj Gori, kao član jedne svete katoličanske i apostolske crkve, kojoj je pastirenačelnik i glava Gospod i Bog naš Isus Hristos, čuva i održava jedinstvo u dogmatima i kanoničkim ustanovama sa svima drugima pravoslavnima avtokefalnim crkvama, i ovo će jedinstvo ona čuvati i održavati dovijeka".

Člankom 13. bilo je propisano da se članovi Crnogorskoga Sv.Sinoda "postavljaju na službu ukazom njegovog kraljevskog visočanstva knjaza Gospodara".
Isti članak propisivao je i zakletvu koja će 1918. biti pogažena:
"Ja NN zaklinjem se Bogu svemogućemu, da ću vladajućem knjazu Gospodaru NN svagda vjeran biti... ".

## Ukidanje 1918.
Do konca 1918. neovisna država Kraljevina Crna Gora, pod bajunetima Vojske Kraljevine Srbije i četničkih skupina koje je predvodio Kosta Pećanac i odlukama nelegalne Podgoričke skupštine, okupacijom anektirana unutar nove državne tvorevine Kraljevine SHS. Crnogorska pravoslavna Crkva je prestala postojati i svedena je na eparhiju koju kontrolira Srpska pravoslavna Crkva sa sjedištem u Beogradu.
Niti jednim člankom Ustava Sv.Sinoda, kao najvišim zakonskim aktom o unutarnjoj organizaciji Crkve u Crnoj Gori, nije bilo propisana mogućnost da se Crnogorska pravoslavna Crkva "sjedini", odnosno, ukine. No, upravo se to i desilo prosinca 1918. na posljednjoj sjednici Crnogorskoga Sv.Sinoda kojemu je predsjedavao Mitrofan Ban.

### Izvješće o unižavanju Crkve i naroda
Crnogorski časnici i uglednici Milisav Nikolić, poslanik i biv. potpredsjednik N. Skupštine, Krsto Popović, komandir, Nikodim Janjušević, monah - nastojnik manastira Župa nikšićka. Vasko Marojević, biv. plemenski kapetan, Pero Vuković, komandir, Novica Radović, pričuvni inženjerski komandir, Nikola Kašćelan, komandir, Dimitrije Nikolić, biv. sudac, Andrija Dragutinović, komandir, Radojica Nikčević, kapetan i Mašan Borozan, kapetan, podnijeli su 21. srpnja 1920. izvješće crnogorskoj kraljevskoj vladi u egzilu o srpskom teroru u njihovoj oblasti. Njihovo izvješće je s ostalim dokumentima tiskano u knjizi Nekoliko stranica iz krvavog albuma Karađorđevića (Rim, 1921.). U poglavlju 3.a. Zločini prema pojedincima u mjeri da unize ugled crkve i države, pišu (cit. kao u izvorniku)

## Obnova
Prvi poglavar obnovljene Crnogorske pravoslavne Crkve bio je vikarni episkop Antonije Abramović, što je naišlo na bijes srpskoga klera. Nakon Antonijeve smrti 1996. za novog poglavara na Badnjak 1997. godine pravoslavni Crnogorci su izabrali dotadašnjeg pravoslavnog paroha (ekvivalent je župnik) Carigradske patrijaršije u Rimu Miraša Dedeića. On je rukopolaganjem za episkopa dobio crkveno ime Mihailo.
U Sabornom hramu Svete Paraskeve u Sofiji, Mihailo je 1998. kanonski posvećen (hirotoniziran) za episkopa Crnogorske pravoslavne Crkve.
Hirotoniju je izvršio patrijarh Bugarske pravoslavne Crkve patrijarh Pimen. Rukopolaganju Mihaila za episkopa obnovljene Crnogorske pravoslavne Crkve sasluživali su Inokentije, mitropolit sofijski, Genadij, mitropolit dorostolski i još pet episkopa i četiri svećenika. Ta je hirotonija imala podršku i blagoslov Ukrajinske pravoslavne Crkve.
Poglavar Crnogorske pravoslavne Crkve ima titulu: Arhiepiskop cetinjski i mitropolit crnogorski.
Proces obnove Crnogorske pravoslavne Crkve početkom 1990-ih bio je važan temelj nacionalne samospoznaje Crnogoraca i stremljenja obnovi državne neovisnosti do čega je i došlo u svibnju 2006. godine.

## Spor sa Srpskom crkvom
Konkurentska Srpska pravoslavna Crkva, čije je sjedište u Patrijaršiji u Beogradu i koja preko Mitropolije crnogorsko-primorske u Cetinju djeluje u Crnoj Gori, iz političkih razloga se protivi obnovi Crnogorske pravoslavne Crkve na identičan način na koji je službeni Beograd pokušavao od 1918. i ranije realizirati svoje velikosrpske ciljeve potpune asimilacije Crnogoraca i pretvaranje Crne Gore u derogiranu provinciju.
Srpska Mitropolija crnogorsko-primorska tvrdi da je jedina nasljednica prvih eparhija pravoslavne Crkve koje je, nakon što su Srbi okupirali dotad neovisnu i potpuno katoličku državu Duklju, početkom 13. stoljeća na prostoru suvremene Crne Gore utemeljio Rastko Nemanjić (kanoniziran kao Sveti Sava Srpski).
Na čelu srpske Mitropolije u Crnoj Gori od 1990. je mitropolit Amfilohije Radović (svjetovno ime Risto Radović). On je 1990-ih i kasnije bio istaknuti djelatnik velikosrpske agresije na Republiku Hrvatsku i Bosnu i Hercegovinu.
Autori bliski srpskim crkvenim krugovima pokušavaju osporiti kanonsku utemeljenost crnogorske autokefalije u prošlosti. Općenito, Srpska pravoslavna Crkva, identificirajući pravoslavlje sa srpstvom (pripadnošću srpskoj naciji), sustavno negira nacionalnu i kulturnu posebnost pravoslavnih Crnogoraca. U pokušaju da se negira povijesna osnova autokefalnosti Crkve u Crnoj Gori, posebno se potencira rad dr. Ljubomira Durkovića-Jakšića, tiskan 1991. pod naslovom Mitropolija crnogorska nikada nije bila autokefalna. Navedeni rad dr Durkovića-Jakšića, koji je publikovan u izdanju SPC je reakcija na enciklopedijsku jedinicu "Crnogorsko-primorska mitropolija" u drugom izdanju Enciklopedije Jugoslavije (JLZ, Zagreb, 1984), čiji je autor dr. Danilo Radojević.
No, srpski episkop u Crnoj Gori je, nakon dva desetljeća upornoga negiranja,u lipnju 2010. konačno priznao da je Crkva u Kraljevini Crnoj Gori do 1918. bila autokefalna.
Po podacima o stavu crnogorskoga javnoga mnijenja za 2013. godinu, Crnogorska pravoslavna Crkva uživa podršku kod 25% građana, dok SPC podržava 51.1% stanovnika. Osjetan je blagi porast podrške koju CPC uživa u odnosu na prethodnu godinu, ali općenito je zabilježen na nižem pragu, opadajući postepeno u odnosu na podršku koju je uživala prije nekoliko godina i oscilirajući tokom proteklih godina u rasponu između 24% i 31%.

## Pravni status
Tijekom 1990-ih pravoslavni crnogorski svećenici i vjernici, bili su na meti sveopće javne kampanje s bacanjem anatema i policijskim saslušanjima. Kampanju su organizirali tadašnja promiloševićevska vlast Republike Crne Gore, te Vojska Jugoslavije i njena kontraobavještajna služba KOS u dosluhu sa Srpskom pravoslavnom Crkvom radi odvraćanja "autokefalista" od posla na obnavljanju crnogorske crkvene samostalnosti.
Do 2000. godine Crnogorska pravoslavna Crkva nije mogla dobiti status pravnog lica jer je vlast odbijala njenu registraciju. Te godine registrirana je u područnoj jedinici MUP-a Crne Gore na Cetinju na bazi Zakona o pravnom položaju vjerskih zajednica iz 1977. godine (“Sl. list SRCG”, br. 9/77, 26/77, 32/88),  koji je, u nedostatku drugog pravnog akta, regulirao to područje. Do toga je došlo nakon brojnih prosvjeda, te nakon izvjesnih promjena političke konstelacije.
Ustav Crne Gore iz 2007. godine, napisan kao najviši pravni akt nakon referenduma i međunarodnog priznanja crnogorske neovisnosti, sada uopće ne definira koja od dvije pravoslavne Crkve ima jurisdikciju tako da se crkveno crnogorsko pitanje smatra još uvijek neriješenim.
Članak 14. Ustava Crne Gore jedini regulira to područje i glasi:
"Vjerske zajednice odvojene su od države. Vjerske zajednice su ravnopravne i slobodne u vršenju vjerskih obreda i vjerskih poslova" .

## Glasilo
Tiskano glasilo Crnogorske pravoslavne Crkve od 1998. je časopis Lučindan.

## Zanimljivost
Posljednja dijaceza autokefalne Crnogorske pravoslavne Crkve, premda je ona ukinuta formalno 1918. – 1920. godine, djelovala je u Detroitu, Sjedinjene Američke Države i 1923. obavljala bogosluženja.

## Povijesni izvori
Crnogorska Crkva bila je i prije i poslije 1766., kada je Sultan Osmanlijskoga Carstva Mustafa III. je 11. rujna 1766. godine beratom ukinuo srpsku Pećku patrijaršiju; izvan kanonskog i stvarnog organizacionog ustrojstva i domašaja i srpskog Pećkog i Carigradske patrijaršije.
(Napomena: citati koji slijede na crnogorskom).
- "Carigradska patrijaršija nije pretendovala nad Crnogorskom Crkvom, držeći se kanoničkog pravila da crkvene granice jedne nezavisne države nemaju ulaziti u granice druge nezavisne države".  (Navod prema srpskim autorima Ž. M. Marinković i J. Igumanović, "Istorija opšte hrišćanske i Srpske pravoslavne Crkve", str.131, Beograd, 1934.g., s napomenom da je knjiga tiskana po odobrenju Svetog sinoda Srpske pravoslavne crkve ).

U doba vladike Petra II. Petrovića Njegoša, ruski dvorski savjetnik dr. Aleksandar fon Rojc, profesor Pravnog fakulteta u Dorpatu, boravio je u Crnoj Gori i o tome tiskao opsežnu studiju, u kojij piše:
- "Crnogorska crkva je samostalna. Ne stoji pod vlašću ni patrijarha ni nekih drugih crkvenih poglavara, nego je arhipastir poglavar manastira i mirskih svještenika. Što se on posvećuje izvan svoje zemlje, to zavisi od okolnosti i shvatanja starog crkvenog pravila, a to nikako ne znači da je on nekome podložan". (Prijevod u Dr. Dragoje Živković, Istorija crnogorskoga naroda, str.541, knjiga II, Cetinje, 1992.g.).

Takvo stanje je kanonski verificirano od strane Carigradske patrijaršije:
- “Pomjesne crkve sa svojom samostalnom upravom ili samoupravne crkve (autokefalne) su: 1. Carigradska, 2. Aleksandrijska, 3. Antiohijska, 4. Jeruzalimska, 5. Ciparska, 6. Ruska, 7. Karlovačka, 8. Sinajska, 9. Crnogorska i 10. Crkva u Kraljevini Grčkoj".  (navod prema G. A. Rali i M. Potli, "Sintagma", str. 529, knjiga br. V. s Katalogom autokefalnih crkava, Atena, 1855.g., napomena da je knjiga tiskana po blagoslovu Carigradskog patrijarha).

Dr. Nikodim Milaš (1845. – 1915.), episkop dalmatinski, najpoznatiji srpski kanonist, navodi:
- "Pri državnoj samostalnosti Crne Gore, i crkva u njoj, kojoj je poglavar u isto vrijeme bio i gospodar zemlje, smatrala se samostalnom u svome ustrojstvu i unutrašnjoj upravi, kao što je samostalna i danas. Samostalnost Cetinjske mitropolije priznala je i Carigradska patrijaršija". (navod prema “Pravoslavno crkveno pravo”, str.297-298, Zadar, 1890.g., reptint: Bar, 1998., Conteco, str. isto).
- "Za vrijeme vladičanstva Petra I. Petrovića Njegoša, Sveti sinod Ruski priznao je Pravoslavnu crkvu u Crnoj Gori potpuno nezavisnom kakva je i do današnjih dana ostala". (navod prema Jevrosije Popović i dr. Mojsije Stojkov, "Opća crkvena istorija sa crkveno-statističkim dodatkom", str. 642, knjiga II, Srijemski Karlovci, 1912.g.).

Kod starijih izvora o crnogorskoj se autokefalnosti, među brojnim drugim, podaci mogu naći i u sljedećim dokumentima:
- "Ustav Svetoga Sinoda u Knjaževini Crnoj Gori", Cetinje, Knj. Crnogorska Državna štamparija, 1904.g.
- "Ustav za Knjaževinu Crnu Goru" od 1905. godine, II izdanje, Cetinje, Knj. Crnogorska Državna štamparija, 1907.g. (čl. 40. koji regulira status autokefalne Crnogorske crkve na str. 12)